# Блу-Маунтинс (национальный парк)
Блу-Маунтинс или Голубые горы (англ. Blue Mountains National Park) — национальный парк на юго-востоке Австралии в штате Новый Южный Уэльс. Находится в Голубых горах, с 2000 года входит в одноимённую систему национальных парков.

## География
Парк расположен в восточной части штата. Несмотря на название, на территории парка нет гор как таковых — он представляет собой плато, изрезанное ущельями так, что перепад высот составляет от 1215 метров (гора Веронг), до 20 метров (река Непиан) над уровнем моря. Ближайший город — Катумба, до Сиднея — около 120 километров (по автомобильной дороге).

## Описание

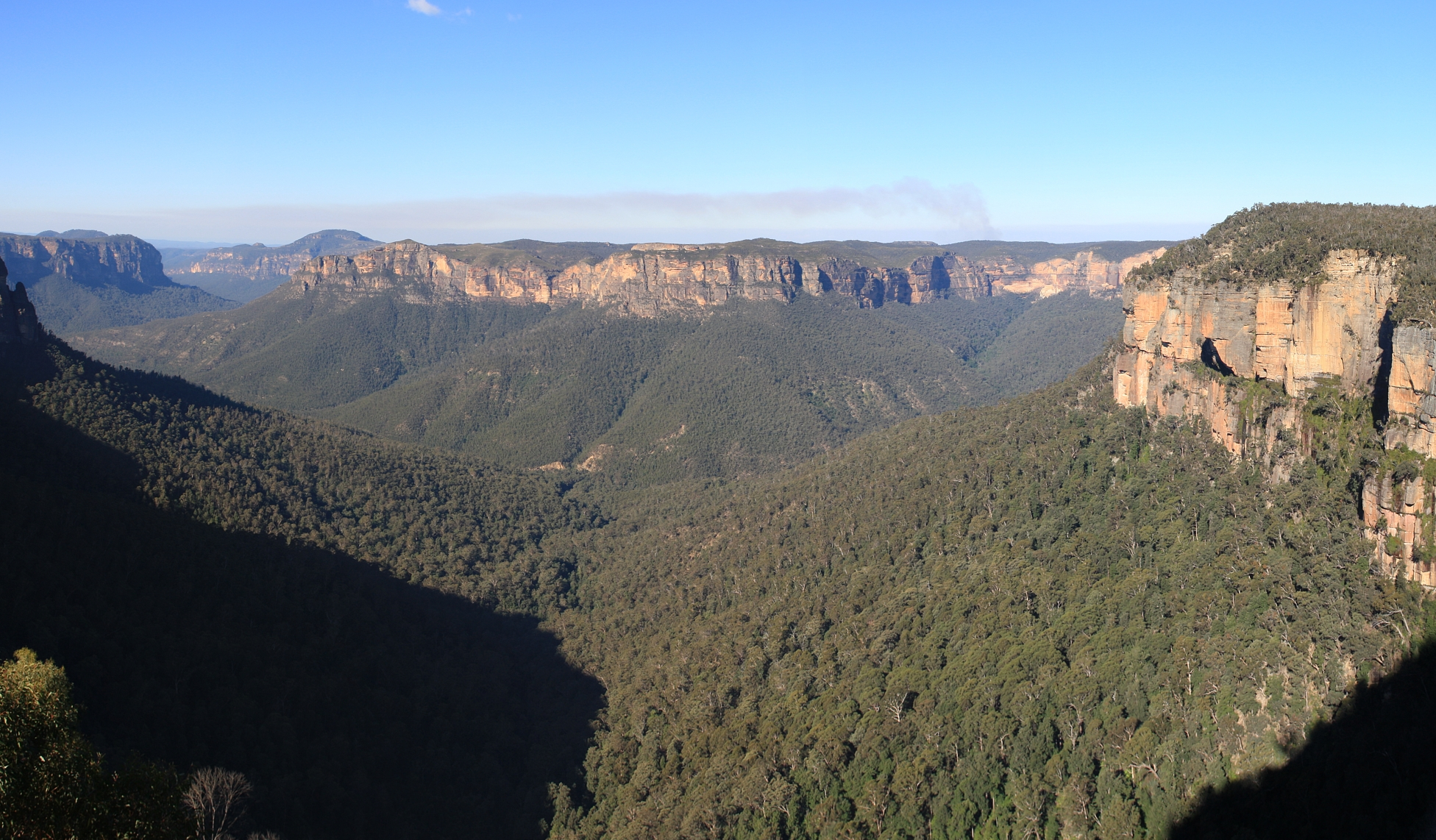
Долина Грос

Площадь парка составляет примерно 2481 км² (248 148 гектаров). Впервые идею о создании этого национального парка высказал защитник природы Майлс Данфи ещё в 1932 году, но образован он был лишь в 1959 году, и тогда его площадь была определена лишь в 630 км². Крупнейшие реки парка: Уоллангамбе, Грос, Кокс и Уоллондилли, также парк слегка «задевает» река Непиан. Восточная и юго-восточная границы парка омываются водохранилищем Баррагоранг.
Рекордная посещаемость парка была в 1999 году, когда его посетили 1 миллион 45 тысяч человек, в 2008 году посетителей было 687 тысяч, в 2009 году — 563 тысячи.
В парке обитают кенгуру, коалы, динго, эму, лисы, бездомные кошки, одичавшие лошади.
К наиболее живописным местам парка относятся:
- Скалы Три Сестры
- Водопад Уэнтуэрт[англ.]
- Долина Грос[англ.]
  - Лес Блу-Гам[англ.]

Населённые пункты на территории парка:
- Катумба
- Уэнтуэрт-Фолс[англ.]
- Леура[англ.]
- Блэкхит[англ.]

## Галерея

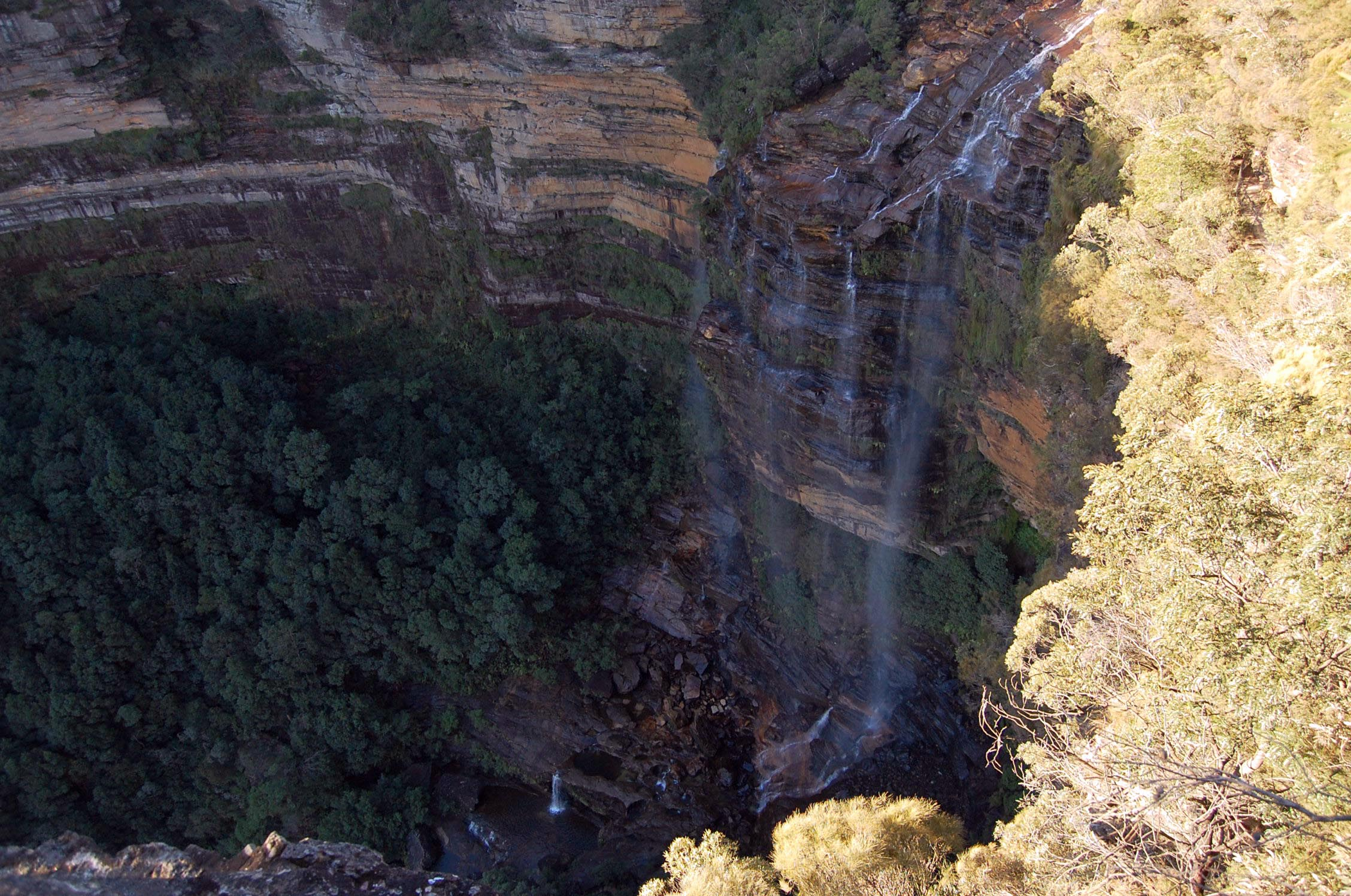
Водопад Уэнтуэрт[англ.]
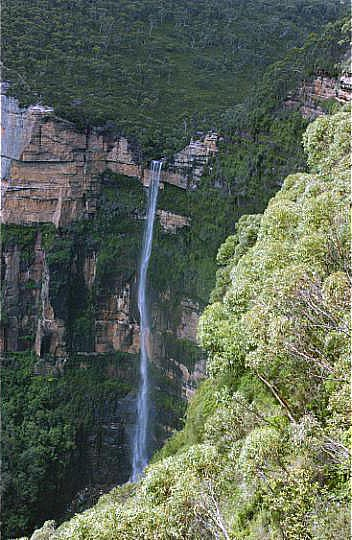
Водопад Брайдал-Вейл
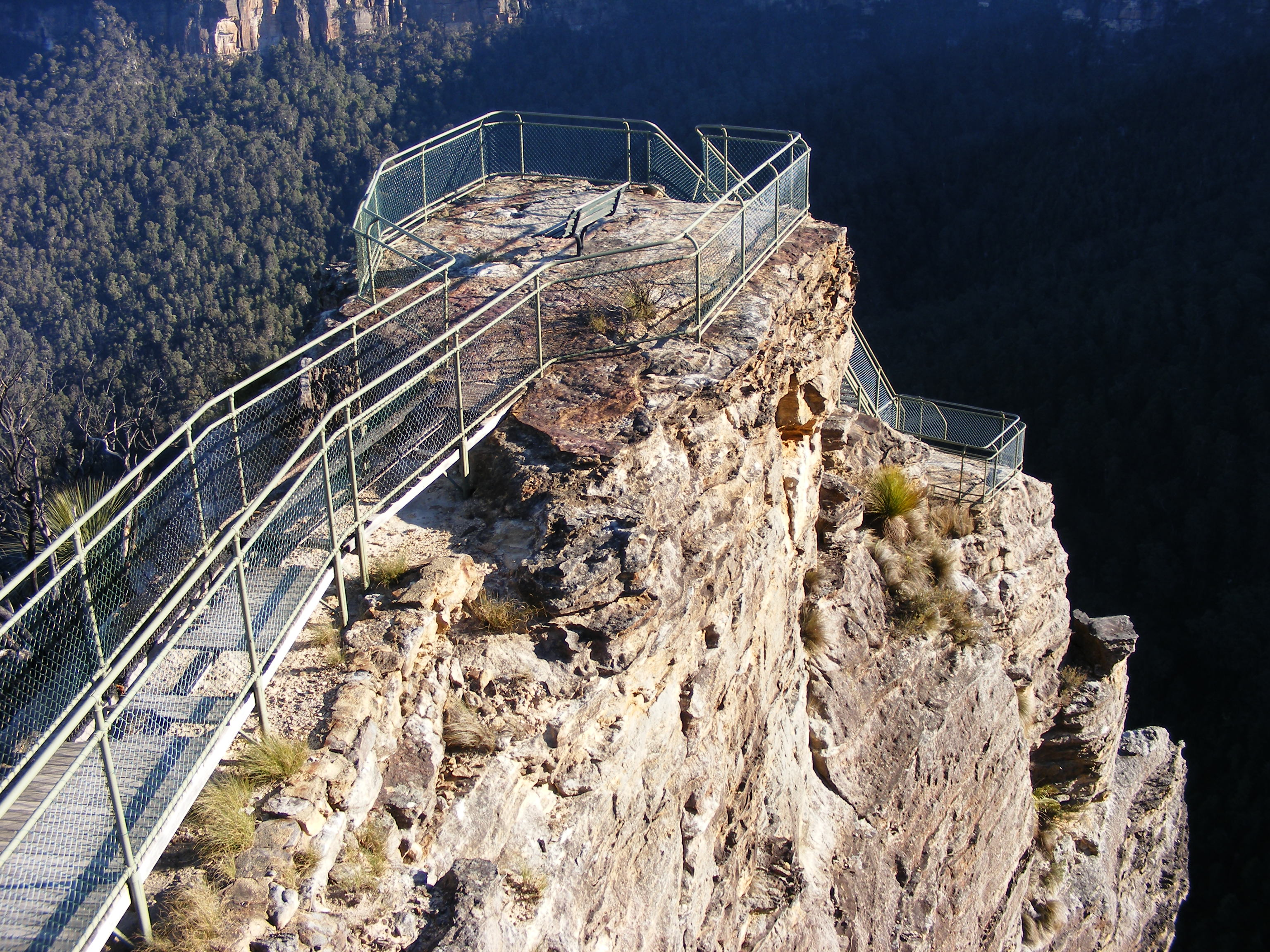
Обзорная площадка с горы Пулпит-Рок
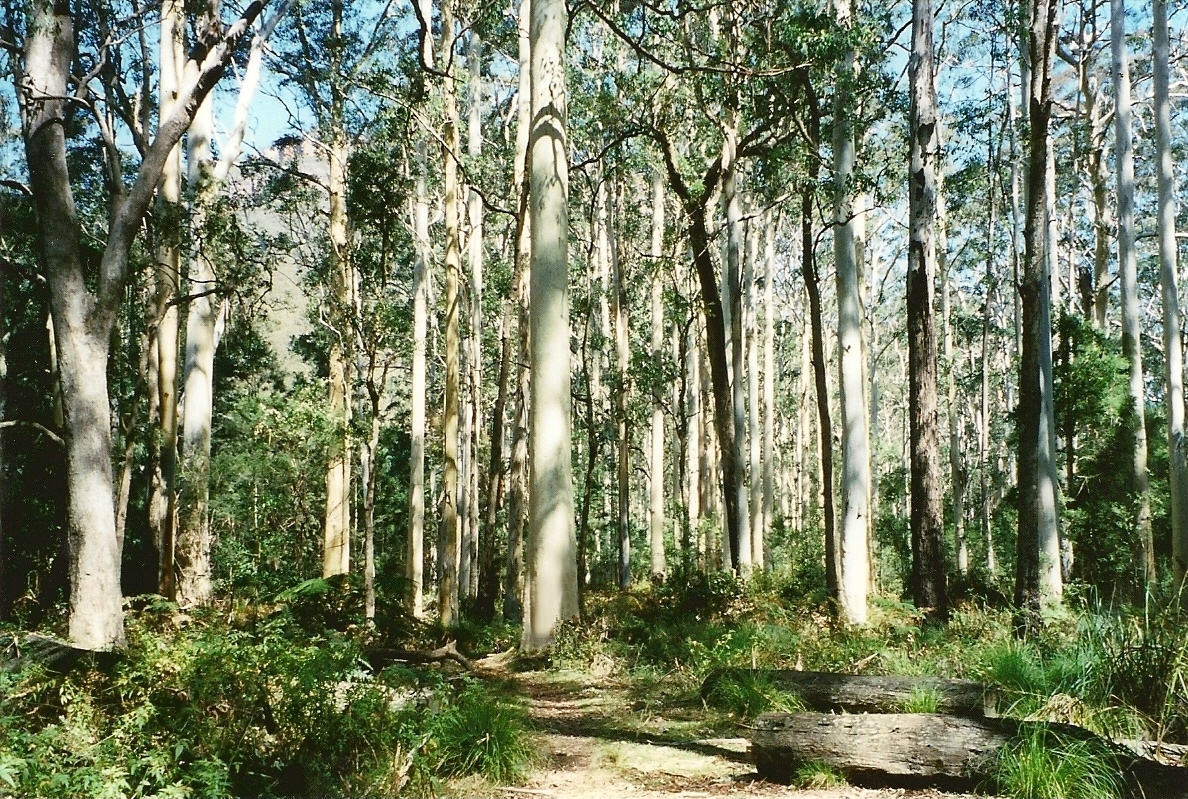
Лес Блу-Гам
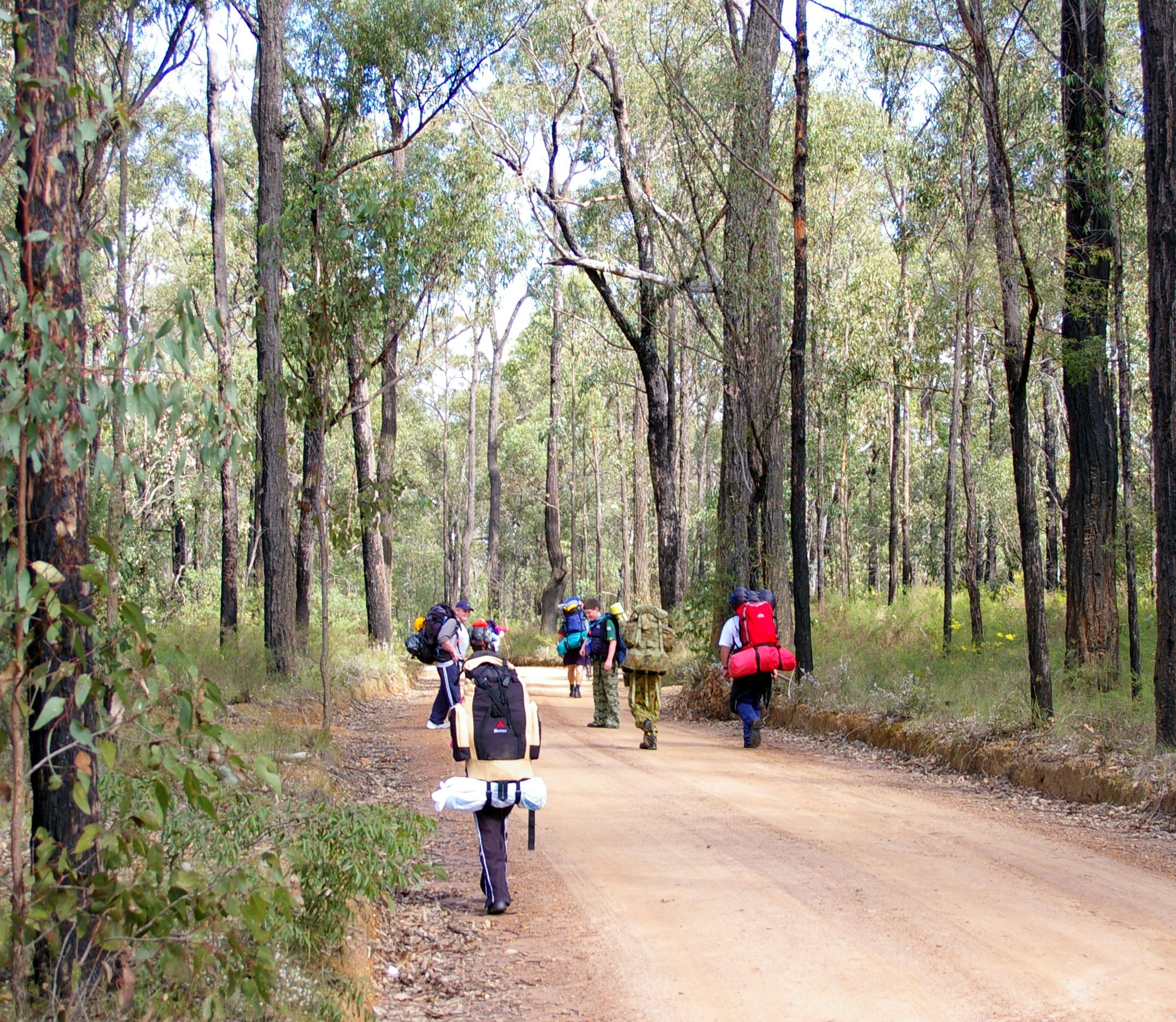
Пеший маршрут